# Sapromyza thoracica
Sapromyza thoracica är en tvåvingeart som först beskrevs av Robineau-desvoidy 1830.  Sapromyza thoracica ingår i släktet Sapromyza och familjen lövflugor.
Artens utbredningsområde är Frankrike. Inga underarter finns listade i Catalogue of Life.